# Robert Brank Vance
Pour les articles homonymes, voir Vance.
Robert Brank Vance (24 avril 1828 – 28 novembre 1899), neveu du membre du congrès Robert B. Vance (1793-1827) et le frère de Zebulon B. Vance, est un politicien de Caroline du Nord démocrate qui a servi en tant que membre de la chambre des représentants des États-Unis pendant six mandats (1873-1885). Il est président de la comité des brevets de la chambre des États-Unis. Au cours de la guerre de Sécession, Vance sert dans l'armée des États confédérés, où il atteint le grade de brigadier général.

## Avant la guerre
Vance naît dans le comté de Buncombe, en Caroline du Nord. Il fréquente les écoles communes dans le comté et travaille comme cultivateur et marchand. Plus tard, il sert en tant que greffier de la cour des plaidoyers et des sessions de quartier dans le comté de Buncombe.

## Guerre de Sécession
Vance recrute une compagnie connue comme les Buncombe Life Guards et est élu capitaine de la compagnie. Il est ensuite élu colonel du nouvellement formé 29e division d'infanterie. Il est envoyé dans l'Est du Tennessee et prend part à la défense du Cumberland Gap et part avec Edmund Kirby Smith dans le Kentucky. Vance commande la brigade de James E. Rains après sa mort à la bataille de Murfreesboro. Cette commandement est de courte durée, Vance contracte la fièvre typhoïde. Il est promu brigadier général avec une date de prise de rang au 4 mars 1863. Après avoir recouvré de sa maladie, il est affecté dans l'ouest de la Caroline du Nord. Il est capturé le 14 janvier 1864 à Crosbys Creek, dans le Tennessee (par le sergent Everett W. Anderson du 15th Pennsylvania Cavalry) et est détenu au fort Delaware jusqu'au 10 mars 1865.

## Après la guerre
Vance est élu au congrès six fois, servant de 1873 à 1885. Après avoir perdu son siège au Congrès, Vance sert en tant que commissaire adjoint fédéral des brevets, et plus tard est élu pour un mandat à la Chambre des représentants de Caroline du Nord (1893-1895).

## Franc-maçonnerie
Robert B. Vance est le maître de la loge de Mount Hermon #118, située à Asheville, N. C., en 1866, 1867 et 1873. Il est le grand maître des francs-maçons de la Caroline du Nord, en 1868 et 1869.

## Mort
Vance meurt près d'Asheville, Caroline du Nord le 28 novembre 1899. Lui et son frère Zebulon sont tous deux enterrés dans le cimetière de Riverside à Asheville, en Caroline du Nord.